# Jeff Samardzija
Jeffrey Alan Samardzija (Merrillville, Indiana, 23 de janeiro de 1985) é um jogador de beisebol estadunidense lançador com o Tennessee Smokies, a Double - A filial do Chicago Cubs. Ele também é um ex - jogador de futebol americano como um grande receptor na Universidade de Notre Dame. Anteriormente um alto, Samardzija é na área de comercialização.

## Primeiros anos
Samardzija cresceu em Valparaiso, Indiana, onde assistiram Valparaiso High School, e foi um letterman no futebol, basquetebol e basebol. No futebol, ele foi um período de três tempos primeiro time All - Membro honoree, e por duas vezes foi chamado a equipe's Most Valuable Player. Após a sua sênior ano, ele foi convidado a participar na Indiana futebol All - Star jogo. No beisebol, ele foi o primeiro time All - Membro honoree. Samardzija graduado de Valparaiso High School em 2003 com um 3,40 GPA. Atletismo foram algo da norma no início de Jeff da vida. Pai Sam Samardzija foi um semi - pró hóquei jogador, e irmão mais velho Sam Jr. foi também um membro All jogador de beisebol e futebol Valparaiso High School.

## Faculdade
Jeff fez o seu primeiro impacto na Notre Dame de beisebol como um direito de mãos arremessador, acabando em segundo no Big East Conference em ambos ERA (2.95) e adversários' batting média (,209), e sendo nomeado um calouro All - American pela Colegiada Baseball Magazine. Embora tivesse jogado tanto à esquerda e à direita, ele foi entregue no colégio predominantemente mão direita. Ele continuou a jogar beisebol em Notre Dame até que ele foi escolhido pelo Chicago Cubs na 5a rodada (149o global), da Major League Baseball Draft, embora ele tinha se tornado mais conhecido no futebol.
No futebol, ele foi um reserva para o seu primeiro duas temporadas, capturam um total de 24 passagens, e não começar até 2005 no Insight Bowl, no final do seu sophomore temporada. Ele surgiu como uma estrela em 2005 no temporada, que termina a temporada com 77 capturas regulares, 15 deles para touchdowns, para 1215 jardas.
Ele conjunto único de temporada escola registros em ambos recebendo yardage toque e recepções. Samardzija também um apanhado TD passar em cada um de Notre Dame's oito primeiros jogos em 2005, dando - lhe a escola recorde de jogos consecutivos com um TD recepção. Samardzija feitas 78 capturas para 1017 metros e 12 touchdowns em 13 jogos em 2006 época para terminar como de todos os tempos Fighting Irish líder na recepção jardas com 2593.
O filho do Sr. Sam e os atrasos Debora Samardzija, Jeff foi selecionado como um dos três finalistas para o Fred Biletnikoff Award, dado anualmente para o topo da nação grande receptor. Embora inicialmente planejamento sobre tentando jogar tanto na NFL e MLB, depois de ter sido elaborado em beisebol ele anunciou que iria tomar o seu nome fora da NFL Draft e jogar beisebol.

## Carreira profissional
Em 19 de janeiro de 2007, Samardzija anunciou que iria renunciar a National Football League e empenhar - se num projecto de beisebol carreira. Samardzija assinado um período de cinco anos para jogar beisebol tratar a tempo inteiro, começando com o Chicago Cubs. O negócio vale R $ 16,5 milhões em dinheiro garantido, com uma cláusula não - comercial e de um clube opção de um sexto e sétimo ano. Ele foi especulado para ser um primeiro turno perspectiva no 2007 NFL Draft por Guru Mel Kiper, Jr., mas Peter Gammons na ESPN declarou que Samardzija tinha o potencial para ser um lançador de beisebol partida.
Samardzija começou a temporada pitching para o Chicago Cubs organização sobre o Hawks Boise único - A equipe. Seu primeiro começar durou 5 innings e ele cedeu um ganho executado. Ele foi chamado até AA Tennessee, em 3 de agosto de 2007. Ryan Hand, de Boise, declarou que "Ele realmente se parece com ele tem o potencial para ser um grande arremessador tempo, mas ele definitivamente precisa para trabalhar em seus arremessos fora de velocidade",
Apesar de Samardzija tinha passado sobre a NFL, houve algumas especulações de que ele iria ser redigidas em finais dos anos rodadas do 2007 NFL Draft em caso ele deveria mudar de ideia. No entanto, ele não foi redigido e é, portanto, considerado como um Free Agent pela NFL.

## Vida Pessoal
- Off o diamante, e gridiron, Samardzija gosta de pesca, snowboard, ouvir música, bem como a grande ao ar livre em sua casa estado de Indiana.
- Ele é de ascendência sérvia, como seus avós emigraram da Europa nos anos 1940.
- Samardzija's fãs, amigos, treinadores e carinhosamente apelidado ele "SMAJ" durante a sua carreira na Notre Dame.
- Samardzija continua a ser bons amigos com os actuais Notre Dame forte segurança Tom Zbikowski.